# District de Ludhiana

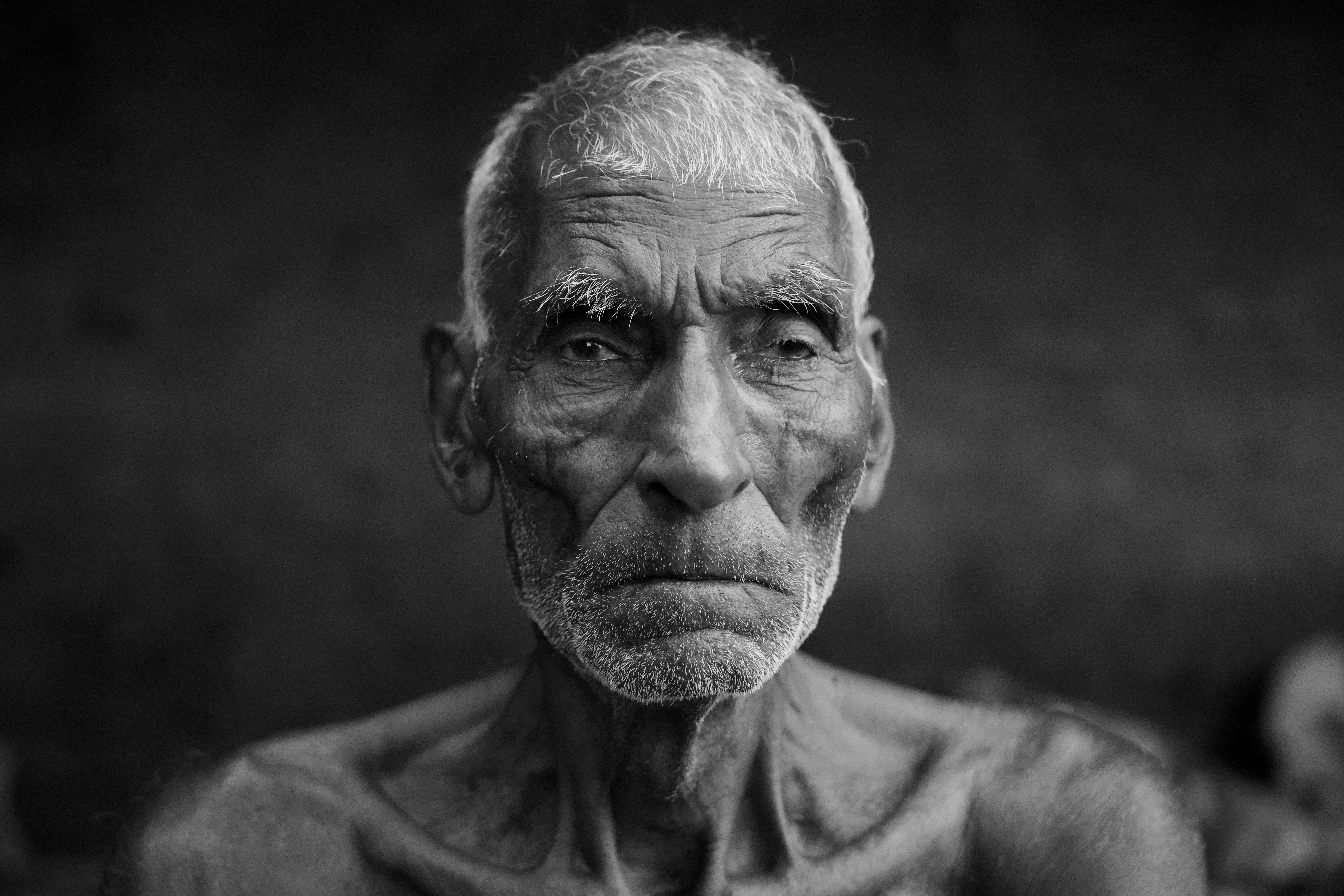
Khairdeen, aussi connu sous le nom de Pritam, un voyant du village de Jandali, dans le district de Ludhiana (septembre 2018).

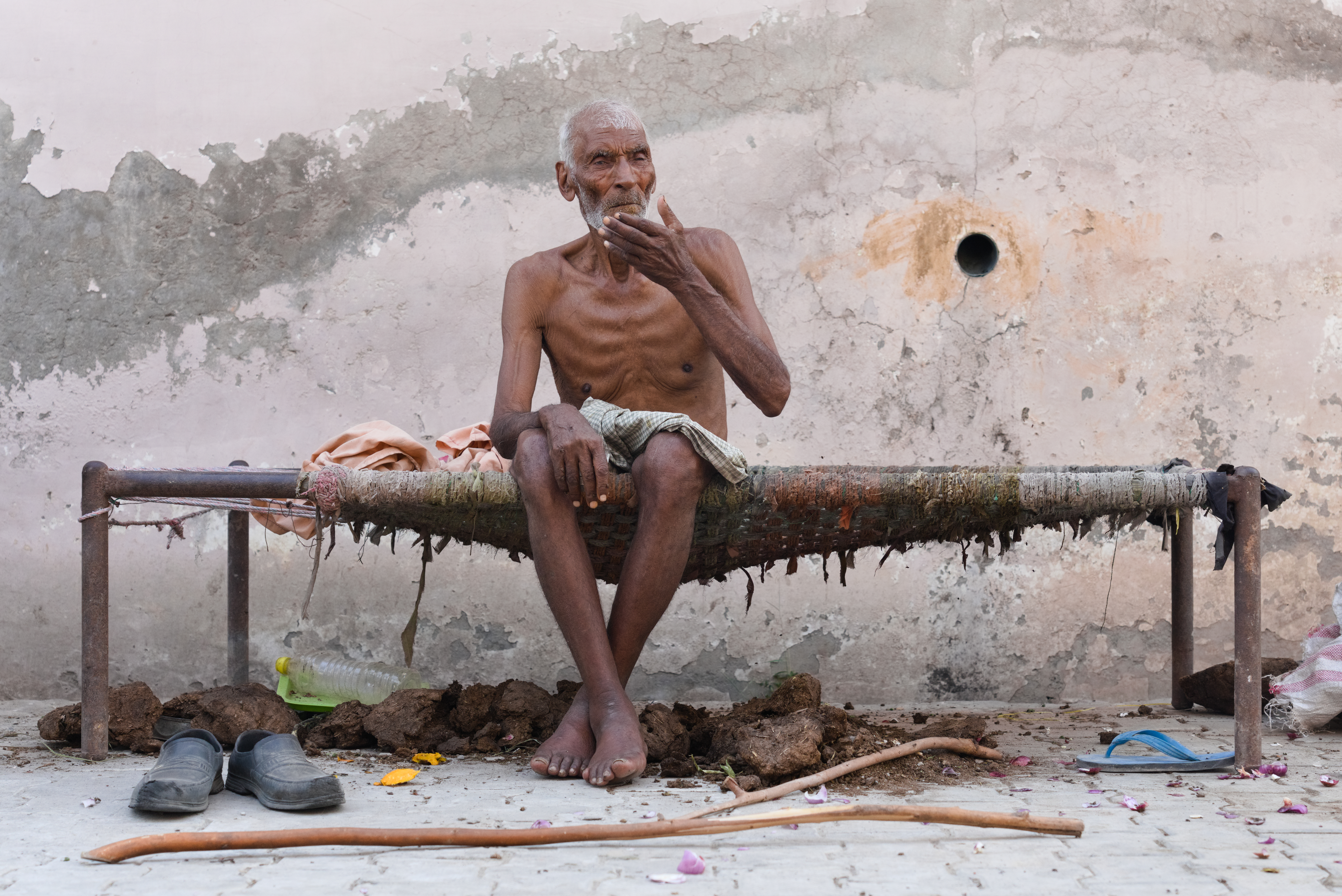
Khairdeen, assis sur son lit de camp, district de Ludhiana. Mai 2019.

Le District de Ludhiana' est un des 22 districts de l'état indien du Pendjab.